# ポルノだよ 全員集合秘わいせつ集団
『ポルノだョ！全員集合㊙わいせつ集団』（ポルノだょ！ぜんいんしゅうごうまるひわいせつしゅうだん）は、1974年に公開された日活ロマンポルノ。山本晋也監督。製作プリマ企画、配給日活。ポルノ版パロディ映画。
製作時の題名は『ポルノだよ！全員集合・ワイセツ集団』で、公開時も『ポルノだョ！全員集合（秘）ワイセツ集団』のため、2011年5月6日のDVD発売時に『ドキュメントポルノ ポルノだョ！全員集合（秘）わいせつ集団』に題名を変更したものと見られる。
製作クレジットの藤村政治は、ピンク映画制作会社プリマ企画の社長、企画クレジットの渡辺忠は代々木忠の別名で、当時は同社の製作担当常務取締役だった。

## 内容
朝目が覚めるとどこもかしこもポルノだらけで、朝から深夜まで一日中テレビ番組がポルノバージョンだったらという男の夢を具現化した内容。当時の人気テレビ番組やCMをパロディにする。『HHKニュース』『モーニング・ポルノショー』『お昼のワイセツショー』『クイズポルノショック』『痴漢ですよ！』、『エプロンPPM』といった具合。HHKテレビ朝7時の時報と共に女性アナのバストアップからニュースが始まり、アナが「昨日、東京裁判所で行われたロマンポルノ第四十八回公判の模様を中継録画でお送りします。一部不鮮明なのはテレビ倫のボカシです…」と説明し、法廷で弁護士、検事立ち合いのもと、ベッドシーンの実演を行なう。日活宣伝部は「ポルノ摘発二周年記念映画」と悪ノリ、世間を騒がしていたロマンポルノ裁判をコケにし「テレビ番組も日活ポルノもやっていることは一緒じゃないか」と、当時エロ要素をエスカレートさせていたテレビ番組を批判した。『お昼のワイセツショー』では"婦人科カメラマン"として高名な小竹省三が撮影した一般家庭の夫婦の情事写真をあれこれ説明した後、青空キンタ・マンタの漫才を挟み、『3時にやりましショー』に移行。夜の歌番組『紅白春歌ベストテン』では、北条オデキが「エンヤラヤー節」を、郷へふみが「よさほい数え唄」を、冬木マリが怪しげなフィンガーテクニックを駆使して熱唱。続いて大〇ドラマ『尻盗り物語』、続く人気番組は『痴漢ですよ！』。スポーツニュースは当時人気を博した女子プロボウリングを「全日本ヌードボウリング選手権」としてオパイ丸出しの中川律子とおシリ丸出しの須山加代子嬢がストライクを連発。最後は「野球は近鉄、司会は小泉」の名文句で知られる中橋小泉『エロブンPPM』で終了。渡辺忠（代々木忠）プロデューサーは「テレビポルノ時代の大予言と、テレビ文化全盛の世の中に対する文明批評だ」と述べた。CMのパロディは今日では元ネタが分からないものも多い。茶化されたテレビ番組やスポンサー、タレント等から抗議も予想されたが、『11PM』の井原高忠プロデューサーは「結構ですな。なかなか面白そうじゃないですか。是非見たいね」などと限られた客層しかファンを持たないロマンポルノのようなものを相手にしなかった。パロディ映画要素は古くから映画に取り入れられているが、全編パロディ映画というのは珍しく、中川右介は1979年の大林宣彦監督『金田一耕助の冒険』を日本初のパロディ映画と評しているが、同作よりも早い。

## スタッフ
- 制作：藤村政治
- 企画：渡辺忠
- 脚本・監督：山本晋也
- 撮影：久我剛
- 音楽：多摩住人
- 録音：大久保スタジオ
- 照明：近藤兼太郎
- 助監督：城英夫

## キャスト
- 美紀：桜マミ
- 恵子：有沢正美
- 旗子：鹿島アグリ
- 道代：乱孝寿
- 美代子：早川レナ

## DVD
アップリンクから2011年5月6日がDVDが発売されている。